# Ulica Drewniana w Warszawie
Ulica Drewniana – ulica w dzielnicy Śródmieście w Warszawie.

## Historia
Ulica, pierwotnie zaczynająca swój bieg od współczesnej ulicy Elektrycznej, została wytyczona w XVII wieku wraz z jurydyką Aleksandria. Później stała się aleją, biegnącą wzdłuż kanału będącego częścią założenia ogrodowego związanego z pałacem rodziny Gozdzkich-de Nassau przy ulicy Sewerynów. Kanał w pałacowym ogrodzie Gozdzkich wykopano około roku 1760; twórcą projektu tego założenia był prawdopodobnie Efraim Schröger.
Na wolnych terenach pod koniec XVIII wieku pojawiła się drewniana zabudowa, i stąd pochodzi nazwa ulicy, po raz pierwszy widoczna na planie z roku 1808.
Okoliczne tereny jak i całe Powiśle od wieków były niszczone przez wezbrane wody Wisły, które podczas powodzi zabierały ze sobą nietrwałe, drewniane zabudowania. Najdłużej, do roku 1938, dotrwał tylko jeden z kilku budynków powstałych w końcu XVIII stulecia.
Jednak okolica przeszła gruntowną metamorfozę dużo wcześniej: przed rokiem 1817 kanał został skrócony przy okazji wytyczania ul. Dobrej, zaś pałac Gozdzkich spłonął w pożarze około roku 1778. Po tym czasie opuszczone ogrody zdziczały, a kanał stał się zaniedbanym rozlewiskiem z wysepką.
Od powstałego wtedy bajora pochodzi nazwa ul. Topiel, zaś sam kanał zasypano około roku 1865 wytyczając nowe parcele przy ul. Drewnianej.
Po tym czasie ulicę przedłużono o odcinek za linią ul. Dobrej, planowano doprowadzenie jej aż do linii Wisły, jednak plany te pokrzyżowała budowa Elektrowni Warszawskiej w roku 1903.
Do początków XX wieku luźna zabudowa ul. Drewnianej była dość chaotyczna: po roku 1880 wybudowano domy u zbiegu z ul. Dobrą, jednak dopiero w roku 1906 powstał pierwszy wielkomiejski obiekt – gmach mieszczący Publiczne Szkoły Powszechne nr 34 i 41. Gmach zespołu szkół powstał jako drugi z wystawionych przez miasto obiektów na ubogich i niedoinwestowanych dzielnicach, gdzie szkolnictwo stało na niskim poziomie. Autor projektu budynku, Henryk Julian Gay, przetworzył elementy zdobnicze typowe dla architektury schyłku średniowiecza w duchu posecesyjnego modernizmu. 
Od roku 1911 pod nr. 9/11/13 działała Fabryka Czekolady, Kakao i Cukierków "Franciszek Fuchs i Synowie". Właściwie jej właścicielem był Franciszek Feliks Fuchs; była jednak to kontynuacja rodzinnej tradycji – ojciec, Franciszek Ksawery Fuchs, w roku 1829 założył "Dom Handlowo-Przemysłowy Franciszek Fuchs i S-ka" przy ul. Miodowej 12.
Fabryka Czekolady, Kakao i Cukierków "Franciszek Fuchs i Synowie" przy Drewnianej działała do roku 1947; została wtedy znacjonalizowana i funkcjonowała pod marką Zakłady Przemysłu Cukierniczego "Syrena". W roku 1960 nastąpiła fuzja: Zakłady Przemysłu Cukierniczego "Syrena" z Drewnianej połączono z innym potentatem - "Zakładami Przemysłu Cukierniczego im. 22 Lipca" z ul. Zamoyskiego, de facto firmą odebraną po roku 1945 rodzinie Wedel. O ile na Kamionku produkowano wyroby czekoladowe, Zakłady Przemysłu Cukierniczego "Syrena" przy Drewnianej do końca swego istnienia wytwarzały głównie cukierki, kontynuując niejako tradycję Fuchsów. W latach 1938–39 zakłady Fuchsa rozbudowano o nową halę; powstała też nigdy nie ukończona kamienica pod nr. 7.
Budynek szkół został uszkodzony w roku 1939. Podczas powstania warszawskiego mieścił się w nim szpital powstańczy. We wrześniu 1944 Niemcy zamordowali w nim 22 rannych, których upamiętnia tablica pamiątkowa Tchorka umieszczona na budynku.
Ze zniszczeń wojennych ocalały przy Drewnianej najpóźniej wzniesione obiekty: gmach Szkół Powszechnych, wybudowana tuż przed wojną kamienica oraz zakłady cukiernicze.
Po roku 1945 początkowy, wschodni odcinek ulicy skasowano, poszerzając teren elektrowni. Wszystkie zabudowania Fabryki Czekolady, Kakao i Cukierków „Franciszek Fuchs i Synowie” wyburzono w 2006 roku.

## Ważniejsze obiekty
- Szkoła Podstawowa z Oddziałami Integracyjnymi nr 41 im. Żołnierzy Armii Krajowej Grupy Bojowej „Krybar” (nr 8)